# Volkskammerwahl 1963
- SED: 127
- FDGB: 68
- DBD: 52
- FDJ: 40
- DFD: 35
- KB: 22
- NDPD: 52
- LDPD: 52
- CDU: 52

Die Volkskammerwahl 1963 war die Wahl zur 4. Volkskammer der DDR und fand am 20. Oktober 1963 statt. Sie war eine Scheinwahl. Es konnte lediglich über die Einheitsliste der Nationalen Front abgestimmt werden. Die Wahl hatte auf die Stärke der Fraktionen keinen Einfluss. Deren Größe wurde im Voraus festgelegt. Das Wahlrecht der DDR erlaubte auf dem Papier die öffentliche Kontrolle der Wahlauszählung. In der Praxis fand dies aus Angst vor Repressionen nicht statt.
Aufgrund des Viermächte-Status der Stadt Berlin wurden die 66 Abgeordneten von Ost-Berlin indirekt durch den Magistrat von Ost-Berlin bestimmt.

## Wahlergebnis
Die Wahlbeteiligung lag nach offiziellen Angaben bei 99,25 %. Dem Wahlvorschlag der Nationalen Front stimmten 99,95 % zu, 0,05 % der Stimmen waren ungültig.
| Partei/Gruppe | Partei/Gruppe                               | Akronym | Sitze |
| ------------- | ------------------------------------------- | ------- | ----- |
|               | Sozialistische Einheitspartei Deutschlands  | SED     | 127   |
|               | Freier Deutscher Gewerkschaftsbund          | FDGB    | 68    |
|               | Christlich-Demokratische Union Deutschlands | CDU     | 52    |
|               | Liberal-Demokratische Partei Deutschlands   | LDPD    | 52    |
|               | Demokratische Bauernpartei Deutschlands     | DBD     | 52    |
|               | National-Demokratische Partei Deutschlands  | NDPD    | 52    |
|               | Freie Deutsche Jugend                       | FDJ     | 40    |
|               | Demokratischer Frauenbund Deutschlands      | DFD     | 35    |
|               | Kulturbund                                  | KB      | 22    |